# Geomanti
Geomanti är konsten att spå med hjälp av jordens tecken.
En kinesisk form av geomanti som utövas än idag i det moderna samhället är den så kallade Feng Shui. Feng Shui har rötter till kinesisk ockultism men är i sin rena form en metod för att utröna lämpliga platser att bygga ett hus på och för att möblera rum. Feng Shui grundar sig på principen om Qi, en energi eller kraft som förmodas påverka ett hems invånare negativt eller positivt, beroende på om energin är stagnerad eller i cirkulation.